# The Grain That Built a Hemisphere
The Grain That Built a Hemisphere è un film del 1943. È un cortometraggio animato di propaganda per la seconda guerra mondiale, prodotto dalla Walt Disney Productions, uscito negli Stati Uniti l'5 novembre 1943 e distribuito dalla RKO Radio Pictures.